# Желістшево
Желістшево (пол. Żelistrzewo, нім. Sellistrau) — село в Польщі, у гміні Пуцьк Пуцького повіту Поморського воєводства.
Населення — 2506 осіб (2011).
У 1975—1998 роках село належало до Гданського воєводства.

## Демографія
Демографічна структура станом на 31 березня 2011 року:
|          | Загалом | Допрацездатний вік | Працездатний вік | Постпрацездатний вік |
| -------- | ------- | ------------------ | ---------------- | -------------------- |
| Чоловіки | 1230    | 305                | 832              | 93                   |
| Жінки    | 1276    | 330                | 754              | 192                  |
| Разом    | 2506    | 635                | 1586             | 285                  |